# Anita Rywalska-Sosnowska
Anita Rywalska-Sosnowska (ur. 1976) – polska śpiewaczka (sopran), absolwentka Uniwersytetu Warmińsko-Mazurskiego na Wydziale Wychowania Artystycznego – dyplom w 2000 roku. W roku 2006 ukończyła z wyróżnieniem Akademię Muzyczną im. Stanisława Moniuszki w Gdańsku, w klasie śpiewu solowego prof. dr hab. Wiesławy Maliszewskiej.
W latach 1995–2000 była członkiem zespołu Horpyna, z którym występowała m.in. na Festiwalu Piosenki Polskiej w Opolu oraz na Sopot Festival w Operze Leśnej.
Anita Rywalska-Sosnowska ma w swoim repertuarze utwory Franza Schuberta, Francisa Poulenca oraz Roberta Schumanna, ponadto śpiewa partie operowe i operetkowe m.in.: partię Carmen z opery Carmen Georges’a Bizeta. Bierze również udział w muzyczno-kabaretowym projekcie Filharmonia Dowcipu, gdzie jest jedną z czwórki solistów.